# 施琅
施 琅（し ろう、拼音: Shī Láng、台湾語: Si Lông、1621年 - 1696年）は、明末清初の軍人。特に台湾の鄭氏政権の攻略など、水軍の運用に優れた提督として知られる。

## 生涯
福建晋江に生まれた。鄭芝龍の部下であったが、1646年（順治3年）鄭芝龍が清に投降すると、それに従った。鄭芝龍の嫡子鄭成功による南明への反正を誘われ、一度帰順したが、再び離反したため家族が捕らわれた。この際、父兄以下家族は皆殺しにされている。
1656年（順治13年）定遠大将軍済度の麾下で鄭成功の北伐を迎撃、撃退に貢献した功で同安副将となった。その3年後には台湾に拠った鄭成功に対する同安総兵の地位に就いている。1662年（康熙元年）水師提督となり、鄭経に相対した。海澄をうかがう鄭経の軍を破り、耿精忠の蜂起（三藩の乱）にあっては、厦門にて戦闘を行い、オランダ人水兵を募ってこれに勝利し、反攻して金門島を含む2島を奪った。この功績で右都督となり、2年後には靖海将軍の地位が加えられた。
1668年（康熙7年）には台湾侵攻を提案するがこれは通らず、内大臣となり鑲黄旗に属した。1681年（康熙20年）鄭経が死亡すると台湾侵攻の責任者として推薦され、福建水師提督と太子少保の地位を得た。翌年侵攻が決定すると1683年には鄭経の子鄭克爽を降し、靖海侯となった。東寧滅亡の日、鄭成功の廟で嗚咽涕泣する施琅の姿があった。また、鄭一族の毒殺を進言されたこともあったが、これを退けている。
1696年（康熙35年）、75歳で死去。諡は襄壮、太子少傅を追贈された。息男は名臣で『施公案』ヒーローの施世綸。